# Egmondstandbild

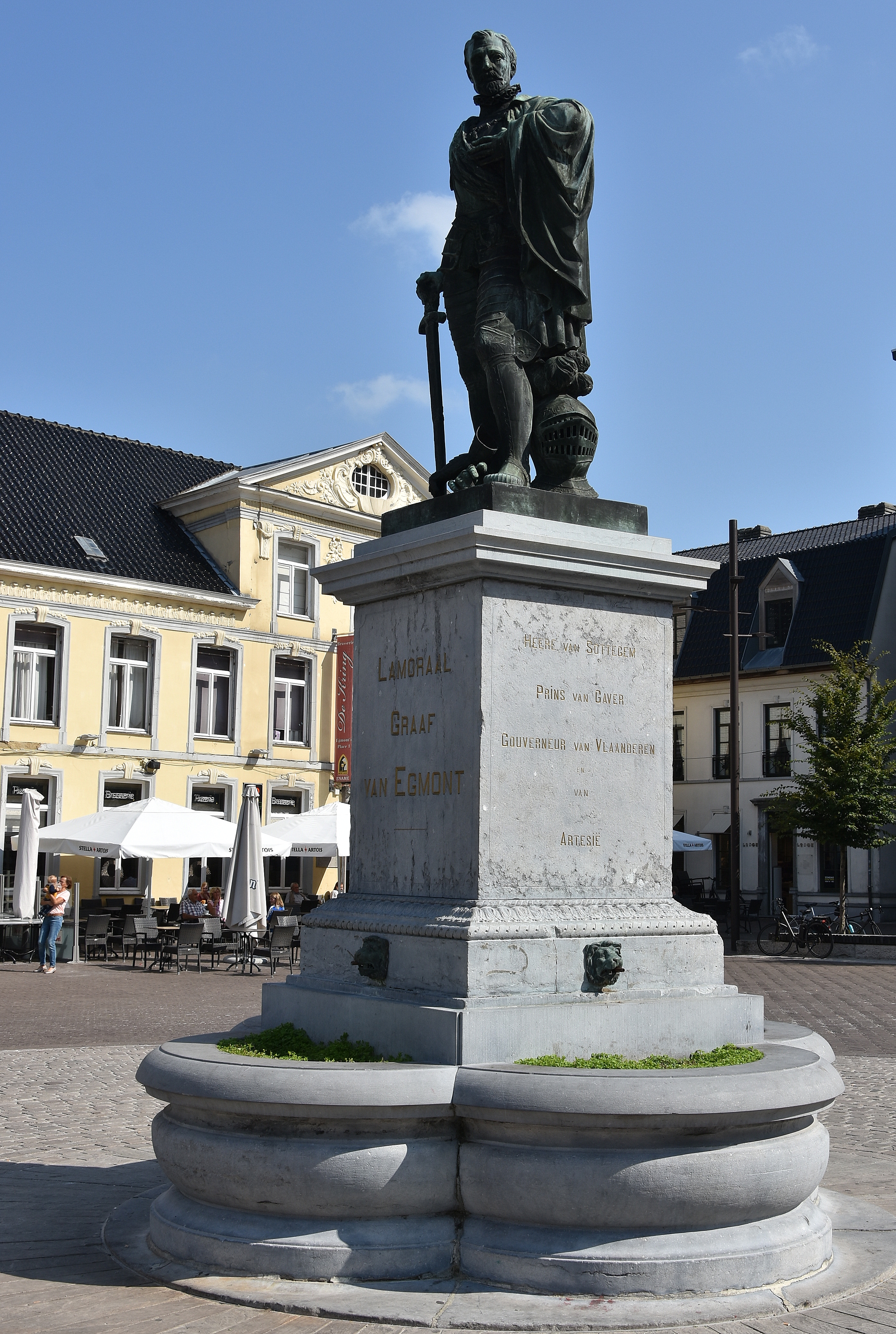
Egmondstandbild auf dem Marktplatz in Zottegem

Das Egmondstandbild (niederländisch Egmontstandbeeld oder standbeeld van (Lamoraal van) Egmont) ist ein Standbild des Grafen Lamoral von Egmond. Es wurde im neunzehnten Jahrhundert vom Belgischen Bildhauer Jan-Robert Calloigne geschaffen. Es gibt drei identische Standbilder. Zwei Standbilder stehen in der belgischen Stadt Zottegem: ein Standbild aus Gusseisen das von 1872 bis 1968 auf dem Marktplatz stand und seit 1968 im Egmontpark neben Egmonds Burg steht, und ein Standbild aus Bronze das seit 1968 auf dem Marktplatz steht. 1997 wurde ein drittes Standbild (ebenfalls aus Bronze) in Egmond aan den Hoef (Niederlande) errichtet.